# Linia kolejowa Charsznica Wąskotorowa – Kocmyrzów Wąskotorowy
Linia kolejowa Charsznica Wąskotorowa – Kocmyrzów Wąskotorowy – zlikwidowana wąskotorowa linia kolejowa łącząca stację Charsznica Wąskotorowa ze stacją Kocmyrzów Wąskotorowy.

## Historia
Linię otwierano w czterech etapach:
- 1916 – otwarto odcinek Charsznica Wąskotorowa – Działoszyce,
- 1917 – otwarto odcinek Posądza – Kocmyrzów Wąskotorowy,
- 1925 – otwarto odcinek Działoszyce – Kazimierza Wielka,
- 1926 – otwarto odcinek Kazimierza Wielka – Posądza.

Wszystkie odcinki posiadały rozstaw szyn wynoszący 600 mm. W latach 1950–1951 nastąpiło przekucie torów i zmiana rozstawu szyn na 750 mm.
Ruch pasażerski na linii zamykano stopniowo:
- 1971 – zamknięto odcinek Proszowice – Kocmyrzów Wąskotorowy,
- 1976 – zamknięto odcinek Kazimierza Wielka – Proszowice,
- 1985 – zamknięto odcinek Charsznica Wąskotorowa – Kazimierza Wielka.

W 1992 roku odcinek Charsznica Wąskotorowa – Działoszyce rozebrano. W 1993 roku na odcinku Działoszyce – Kocmyrzów Wąskotorowy zawieszono ruch towarowy. W 1995 roku rozebrano odcinek Działoszyce – Kościelec Wąskotorowy, a rok później Kościelec Wąskotorowy – Kocmyrzów Wąskotorowy.